# Noah Ngeny
Noah Ngeny (* 2. listopadu 1978) je bývalým keňským atletem (běžcem na střední tratě), olympijským vítězem v běhu na 1500 metrů ze Sydney v roce 2000 a stávajícím světovým rekordmanem v běhu na 1000 metrů.
5. září roku 1999 zaběhl Ngeny v italském Rieti méně vypisovanou trať 1000 metrů za 2:11,96 minuty (poprvé v historii pod 2:12 min). Tento čas je platným světovým rekordem dodnes a žádný běžec se k němu od té doby nepřiblížil na více než zhruba 2 sekundy. Ve stejném roce dokázal Ngeny 6x zaběhnout trať 1500 metrů pod hranicí extratřídy 3:30 min. V následujícím roce zvítězil na olympijských hrách v australském Sydney v čase nového olympijského rekordu 3:32,07 min v běhu na 1500 metrů. Porazil zde také světového rekordmana, kterým byl famózní Hišám Al-Karúdž.
Následovaly však především zranění a neúspěchy v kvalifikacích na velké závody. Ngeny ukončil svou kariéru oficiálně v listopadu roku 2006.

## Osobní rekordy
Dráha
- Běh na 800 metrů - 1:44,49 min (2000)
- Běh na 1000 metrů - 2:11,96 min (1999)  (Současný světový rekord)
- Běh na 1500 metrů - 3:28,12 min (2000)
- Běh na 1 míli - 3:43,40 min (1999)
- Běh na 2000 metrů 4:50,08 min (1999)
- Běh na 3000 metrů 7:35,46 min (2000)